# Anuar Zain
Anuar Zain, född 15 februari 1970 i Merlimau, är en malaysisk sångare. Han har släppt ett par album och flera singlar och vunnit flera priser för sin musik. Han deltog i den årliga malaysiska musiktävlingen Anugerah Juara Lagu åren 1998, 2003 och 2011.